# Alchemilla diglossa
Alchemilla diglossa är en rosväxtart som beskrevs av Sergei Vasilievich Juzepczuk. Alchemilla diglossa ingår i släktet daggkåpor, och familjen rosväxter. Inga underarter finns listade i Catalogue of Life.